# PANDORA (HYDEの曲)
「PANDORA」（パンドラ）は、日本のロックバンド・L'Arc〜en〜Ciel、VAMPSのボーカリストで、シンガーソングライターであるHYDEの4作目の配信シングル。2022年10月21日発売。発売元はVirgin Music。

## 解説
前作「FINAL PIECE」から約11ヶ月ぶりとなるシングルで、「ON MY OWN」以来4作目となる配信シングル。なお、本作は＜動＞をコンセプトとした楽曲制作に再転換した第一弾の楽曲となっている。
本作の表題曲「PANDORA」は、攻撃的なギター・サウンドと、壮大なスケール感が印象的なロックナンバーとなっている。なお、この曲は2022年10月27日に発売されたゲーム『スターオーシャン6 THE DIVINE FORCE』のテーマソングに使用されている。ちなみにこの曲の制作には、SHOW-HATE（SiM）がコンポーザー、Sugi（coldrain）がギタリストとして参加している。なお、SHOW-HATEがHYDEの楽曲の制作に参加するのは、「DEFEAT」以来2度目のことになる。
ジャケットのアートワークには、表題曲のタイトルを表したものとなっており、ギリシア神話において全知全能の神であるゼウスがパンドラに渡した"災いが封印された箱（パンドラの箱）"を想起させる模様が、手のひらに描かれたデザインとなっている。ちなみに表題曲「PANDORA」の歌詞も、前記の神話にインスピレーションを受けたリリックとなっている。
なお、配信日には公式YouTubeアーティストチャンネルにおいて、ミュージック・ビデオが無料公開されている。この映像は、2022年9月に開催したライヴ「HYDE LIVE 2022」のZepp Haneda公演の映像を使った作品になっている。

## 収録曲
| #  | タイトル    | 作詞                                | 作曲                                | 編曲               | 時間 |
| -- | ----------- | ----------------------------------- | ----------------------------------- | ------------------ | ---- |
| 1. | 「PANDORA」 | HYDE, SHOW-HATE from SiM, hico, Ali | HYDE, SHOW-HATE from SiM, hico, Ali | SHOW-HATE from SiM | 3:56 |

## タイアップ
PANDORA
- PlayStation 4, PlayStation 5, Xbox One, Xbox Series X/S, Steam用ゲーム『スターオーシャン6 THE DIVINE FORCE』テーマソング

## 参加ミュージシャン
- HYDE：Vocal
- Arrangement & Instruments：SHOW-HATE from SiM
- Guitars：Sugi from coldrain
  - appears by the courtesy of Warner Music Japan Inc.

## 収録アルバム
- 『HYDE［INSIDE］』 (#1)